# Новочервоне
Новочервоне́ — село в Україні, у Нижньодуванській селищній громаді Сватівського району Луганської області. Населення становить 712 осіб. Орган місцевого самоврядування — Новочервоненська сільська рада.
Село постраждало внаслідок геноциду українського народу, вчиненого урядом СССР у 1932—1933 роках, кількість встановлених жертв — 364 людей.

## Також
- Перелік населених пунктів, що постраждали від Голодомору 1932—1933 (Луганська область)